# Scorțaru Vechi
Scorțaru Vechi – wieś w Rumunii, w okręgu Braiła, w gminie Tudor Vladimirescu. W 2011 roku liczyła 944 mieszkańców.